# 박영희 (배우)
박영희(1978년 4월 20일 ~ )은 대한민국의 배우이다.

## 학력
- 서울예술대학교 방송영상과 학사

## 출연작

### 드라마
- 1989년 MBC 어린이드라마 《댕기동자》
- 1990년 MBC 어린이드라마 《내 친구 깨치》
- 1993년 MBC 청소년드라마 《사춘기》 ... 박영희 역
- 1993년 KBS1 일일연속극 《당신이 그리워질때》 ... 유민희 역
- 1996년 KBS1 일일연속극 《사랑할때까지》 ... 백재희 역
- 1998년 KBS1 일일연속극 《내사랑 내곁에》 ... 허유란 역
- 2000년 KBS2 어린이드라마 《요정 컴미》 ... 나은심 역
- 2000년 SBS 일일시트콤 《순풍산부인과》
- 2001년 SBS 일요시트콤 《여고시절》

### 영화
- 1995년 《아빠는 보디가드》 ... 소미 역

### 예능
- 1997년 《슈퍼선데이 - 금촌댁네 사람들》